# Myus
Myus (görög nyelven  Μυοῦς, Myous, Myos) ókori görög város volt Káriánban, Törökország nyugati részén. A Ión-szigeteki Szövetség tizenkét városának egyike és azon városokhoz tartozott, melyeket Artaxerxes Themisztoklésznek ajándékozott.

## Fekvése

Myus elhelyezkedése a térképen

Myus egy kis félszigeten feküdt az Égei-tenger partján, a hely most azonban a szárazföldön, a parttól távolabb található, köszönhetően a Maeander-folyó több évszázados lerakódott üledékének. A város helyszíne a mai Avşar községtől északra, Törökország Aydın tartományában található.

## Története
A várost a hagyományok szerint az athéni Cyaretus (néha Cydrelus), Codrus fia alapította egy egykori káriai településen. Sztrabón szerint a város alapítója Kydrelos (Pausanias: Kyaretos) Kodros athéni király fia volt.
A Ión szövetséghez tartozó Myus lakosai részben belvillongások, részben elemi csapások következtében Milétoszba vándoroltak .Itt tört ki a Ión felkelés. Ez volt a görög-perzsa háború kezdete. A Ión felkelés idején, kr. e. 499-ben a perzsa flotta itt horgonyzott.
Myus már Strabo idejében eltávolodott a tengertől a Maeander-folyó nagy kiöntéseinek következtében, majd az idők folyamán eljelentéktelenedett és teljesen elhagyott lett.

## Régészeti ásatások

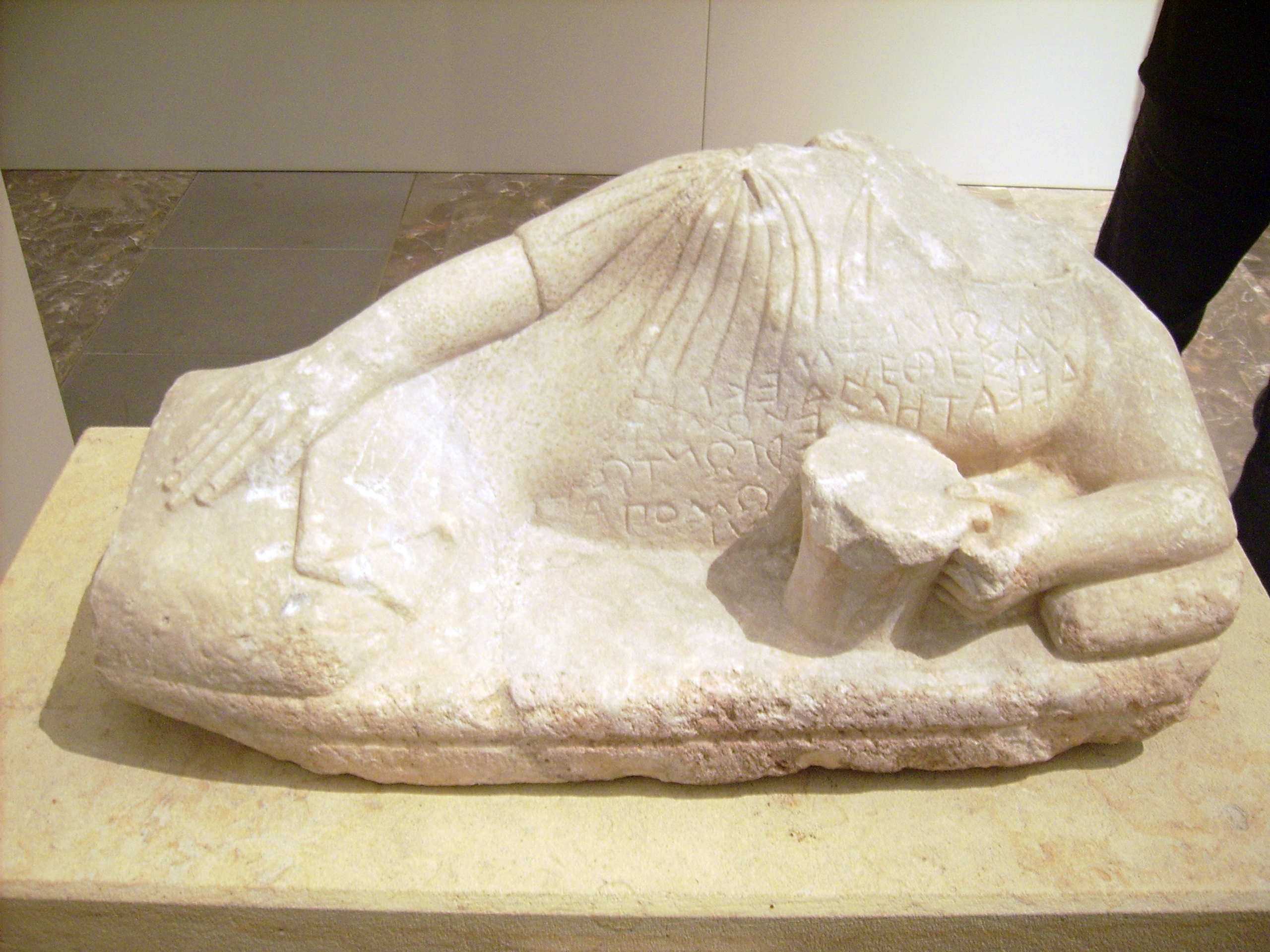
Feliratos szobortöredék Myusból

Az ásatások során megtalálták az ősi forrásokban is említett 6. században épített Dionysos-templomot, egy teraszon. A fehér márványból Yón stílusban épült templom mérete 30 × 17 méter.
Egy másik teraszon egy dámi templom volt, amelyet valószínűleg Apollo Terbintheos-nak szenteltek, és amelynek alapjai még láthatóak.
Megtalálhatók még itt egy bizánci vár romjai is.